# Ducati
Ducati Motor Holding S.p.A. je italijanski proizvajalec motornih koles s sedežem v Bologna. Podjetje je v lasti Audieve podružnice Lamborghini, Audi pa je sam del skupine Volkswagen Group.

## Zgodovina
Leta 1926 so Antonio Cavalieri Ducati in njegovi trije sinovi Adriano, Marcello in Bruno ustanovili podjetje  Società Scientifica Radio Brevetti Ducati. Sprva so proizvajali elektronke (vákuumske cévi), kondenzatorje in druge radijske komponente. Leta 1935 so v okrožju Borgo Panigale zgradili novo tovarno. Kljub zavezniškem bombardiranju med 2. svetovno vojno je tovarna še vedno delovala.
Medtem je majhna Torinska tovarna SIATA (Societa Italiana per Applicazioni Tecniche Auto-Aviatorie) zasnovala majhen motor za namestitev na bicikle "Cucciolo". Leta 1950 po 200000 prodanih Cocciolo-ih je Ducati ponudil povsem motorno kolo. Prvi Ducatijev motocikel je imel 48 cc motor in težo 44 kg in največjo hitrostjo 64 km/h. Motocikel je porabil 1,2 L/100 km. Ducati je opustil ime Cuccioloe in začel uporabljati oznake "55M" in "65TL".
Kasneje leta 1952 je Ducati predstavil težje 65TS in Cruiserja s štiritaktnim motorjev. Cruiser je bil deležen velikega zanimanja, vendar ni bil zelo uspešen in proizvodnja se je kmalu ustavila.
Leta 1952 so podjetje spremenili v dva dela Ducati Meccanica SpA in Ducati Elettronica (kasneje Ducati Energia SpA). Do leta 1954 je Ducati Meccanica SpA proizvajala do 120 motornih koles na dan.
V 1960ih je Ducati zasnoval najhitrejši 250 cc motocikel Mach 1.
V 1970ih je Ducati začel proizvajati motocikle z V-motorjem, leta 1973 je predstavil desmodromske ventile. Leta 1985 je Cagiva kupila Ducati. Sprva je nameravali uporabljati Cagiva oznako, vendar je kasneje obdržala oznako "Ducati". Leta 1996 je Cagiva prodala 51% delež podjetju Texas Pacific Group, ki je kasneje kupil še preostalih 49% in preimenoval podjetje v Ducati Motor Holding SpA. Kasneje decembra 2005 je bil Ducati spet v italijanski lasti. Julija 2012 je Audi za €747 milijonov kupil 100% delež. 
Ducati je znan po visokosposobnih motociklih z 90° V-motorji in desmodromo valji. Ducati sicer to konfiguracijo označuje kot "L" (zaradi 90° naklona). 